# ديفيد ايمانويل (مصمم أزياء)
ديفيد ايمانويل (بالإنجليزية: David Emanuel)‏ هو مصمم أزياء بريطاني، ولد في 17 نوفمبر 1952 في بريدجند ‏ في المملكة المتحدة.